# Седмица на гората
 Тази статия е за празника на българската гора.  За вестника вижте Седмица на гората (1939).  
Седмицата на гората е традиционен празник на българската гора и на лесовъдите, в България. Отбелязва се всяка година, през първата цяла седмица, на месец април, от 1925 г.

## История
През 1883 г., Министерството на народната просвета, изпраща писмени указания до всички училища в страната за създаването на разсадници. Учителят Никола Василев, от град Ловеч, пръв се отзовава и открива разсадник, над града в местността „Куклата“. В него той учи децата да отглеждат  фиданки, които през 1898 г. залесяват в местността „Стратеш“. Идеята за разсадници и залесявания се подема и от други учители, по-изявени, от които са и двама копривщенски учители Нейко Азманов и Иван Джартазанов. Те, заедно със своите ученици, засаждат през 1901 г. първите иглолистни фиданки около училището и три години по-късно ги залесяват, по оголените хълмове, над града, като след това основават в Копривщица първото България Дружество за залесяване.
През 1905 г. започва активна и целенасочена дейност, по овладяването на поройните реки и дерета, и залесяването на милионите декари, оголени и ерозирали терени, съществуващи във всяко населено място.
На 12 април 1925 г. (Благовещение), Министерство на народното просвещение и Министерството на земеделието и държавните имоти, официално регламентират „Празник на залесяването“, който по-късно преминава в „Седмица на гората“. В този ден, в храм-паметника „Св. Александър Невски“ е отслужен молебен за граждани, учители, ученици, които след това залесяват, в парковете и покрайнините на София, 420 000 горски фиданки и 20 кг семена. Празникът на залесяването е утвърден със Закона за горите, приет през същата година. Чл. 131 от него гласи:
| „ | ...всяка година най-малко по два дни да се употребяват за работа по залесяването и в горските култури. Освен това, всяка година, през пролетта, Министерството на земеделието и държавните имоти, в съгласие с това на Народното просвещение, урежда Празник на залесяването, в който са длъжни да вземат участие учениците от всички училища, заедно с учителите, а така също и войската, и трудоваците. | “ |

От 1940 г. Празникът на залесяването прераства с продължителност от една седмица в две. Като тържествеността на празника спира от разразилата се Втора световна война, но не и неговия смисъл.
През 1956 г. „Седмицата на гората“ е възстановена отново, с решение на Министерския съвет, от 4-ти февруари, като се регламентира нейното провеждане да бъде винаги през първата цяла седмица, на месец април.
Масовите залесявания стават приоритет на държавата, през втората половина на XX век. Хиляди граждани се включват в „Седмица на гората“, като активно допринасят за увеличаване на зеленото богатство на страната.

## Основни цели и дейности
Празникът има няколко основни цели:
- Повишаване на осведомеността за екологичното, икономическото и социалното значение на горите.
- Насърчаване на опазването и устойчивото управление на горските ресурси.
- Образователни и информационни кампании за лесовъдите и широката общественост.
- Засаждане на дървета и други практични дейности, които допринасят за увеличаване на горските площи.

По време на Седмицата на гората, се организират различни инициативи, включително:
- Засаждане на дървета и облагородяване на горски територии.
- Образователни програми и уроци по опазване на околната среда в училищата.
- Информационни кампании и изложби, които представят значението на горите и работата на лесовъдите.
- Дискусии и семинари по актуални въпроси, свързани с горите и тяхното управление.

## Влияние и значимост
Седмицата на гората играе важна роля за повишаване на обществената осведоменост относно екологичното значение на горите и необходимостта от тяхното опазване. Тя също така предоставя платформа за лесовъдите и други специалисти да споделят своя опит и добри практики.

## Организации и участие
Организацията на събитията по време на Седмицата на гората се координира от различни държавни и неправителствени организации, включително:
- Изпълнителната агенция по горите
- Министерството на земеделието и храните
- Лесовъдски дружества
- Екологични организации
- Местни власти и общности

Голям брой доброволци, включително ученици, студенти и членове на местните общности, активно участват в мероприятията.

## Наследство и продължаваща традиция
С течение на годините, Седмицата на гората се утвърждава като важен елемент от културния и екологичен календар на България. Тя насърчава не само практическите действия за опазване на горите, но и създава трайни връзки между различните участници в тези усилия – от правителствени институции до местни общности и обикновени граждани.